# Simpang Tiga (Bukit Raya)
Simpang Tiga is een bestuurslaag in het regentschap Pekanbaru van de provincie Riau, Indonesië. Simpang Tiga telt 38.699 inwoners (volkstelling 2010).